# Нагатинский метромост
Нага́тинский метромо́ст — совмещённый мост, по которому проходит перегон между станциями «Коломенская» и «Технопарк» Замоскворецкой линии Московского метрополитена и автомобильное полотно проспекта Андропова.

## История
Мост построен в 1969 году по проекту инженера А. Б. Другановой и архитектора К. Н. Яковлева. Авторам проекта и строителям за сооружение Нагатинского моста и комплекса инженерных сооружений присуждена Государственная премия СССР (1976 г.).
Мост на два года старше Нагатинского спрямления: мост возвели на твёрдом грунте, и лишь потом под ним провели канал.
В результате постройки Нагатинского моста решилась проблема транспортной связи Кожухова и Нагатина, куда добираться ранее приходилось кружным путём через Автозаводский (бывший Даниловский) мост. На это уходило около часа.

## Техническая характеристика
- длина моста — 233 метра
- длина речного пролёта моста — 114 метров
- конструкция моста — одноярусная совмещённая — поезда метро и автомобили двигаются в одном уровне
- Количество полос для автотранспорта — по 3 в каждую сторону
- ширина проезда для городского транспорта — 34,2 м.

Пролётное строение выполнено в виде неразрезной железобетонной сборной балки, состоящей из блоков, соединение которых выполнено эпоксидным клеем. Подходы к мосту оформлены в железобетонных эстакадах, в которых устроены гаражи.

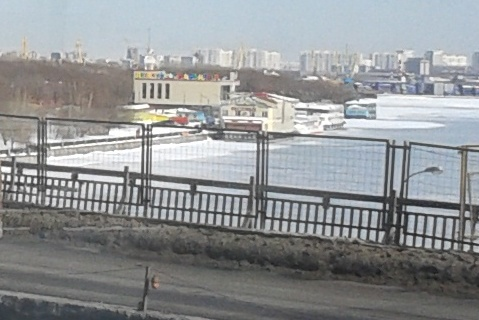
Состояние парапета моста в 2013 г.

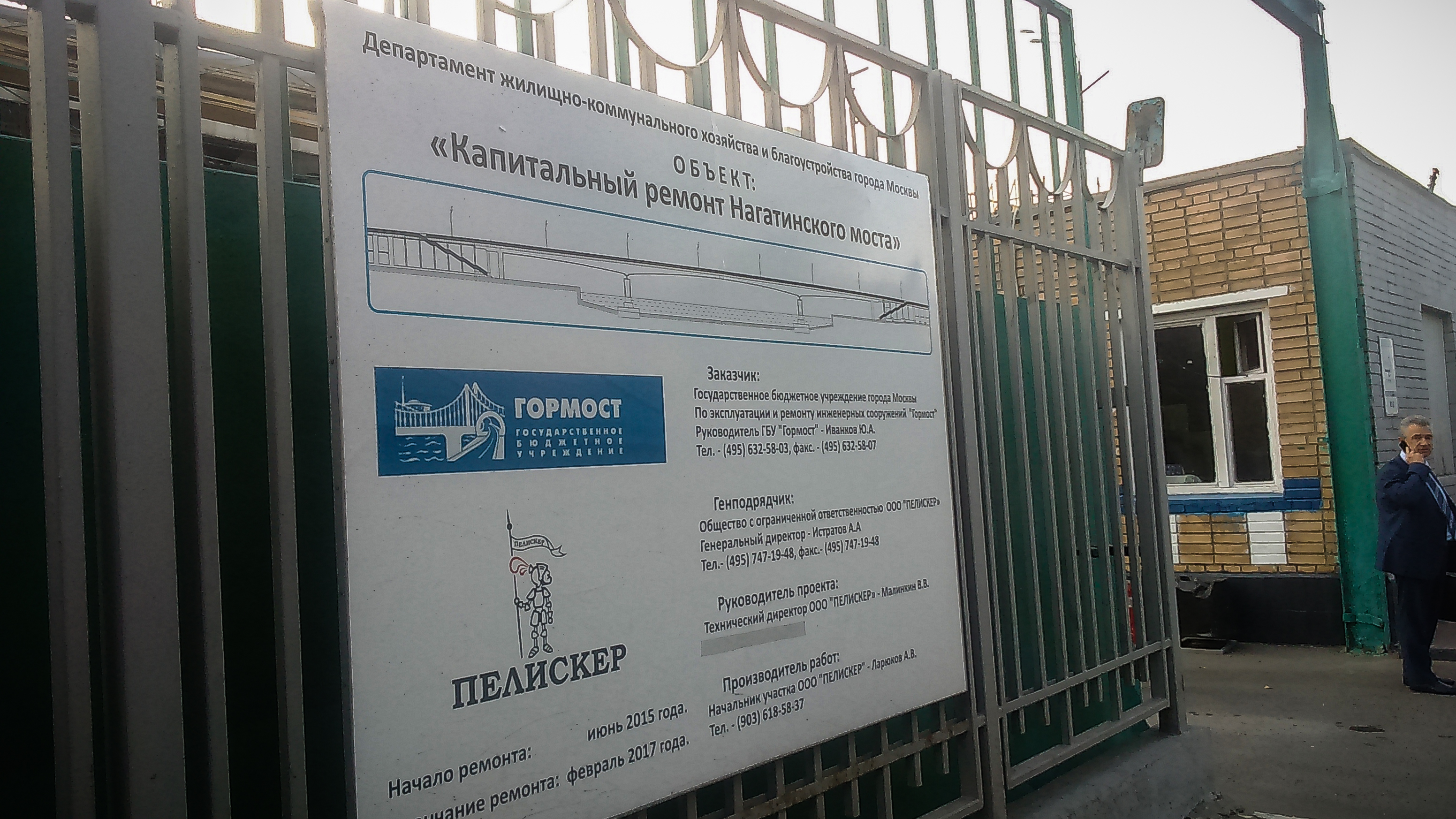
Информационная табличка о проведении капремонта Нагатинского моста, 26 августа 2015 года

## Капитальный ремонт моста
12 июля 2010 года власти Москвы приняли решение провести капитальный ремонт Нагатинского моста. 4 июня 2011 года на сайте госзакупок было опубликовано извещение на Открытый конкурс на право заключения государственных контрактов на выполнение работ по капитальному ремонту, оба лота выиграло ООО «ГОЛДЕНБЕРГ». С 21 декабря 2013 года ремонт моста вёлся низкими темпами. Работы были выполнены не в полном объёме и 22 сентября 2014 года Арбитражный суд Москвы вынес решение о расторжении контракта, а 19 декабря того же — оставил без удовлетворения апелляционную жалобу ООО «ГОЛДЕНБЕРГ». В 2015 году была проведена новая госзакупка в результате которой осуществлением строительно-монтажных работ стало заниматься ООО «ПЕЛИСКЕР». 17 июля 2017 года ремонт моста был завершён. В ходе реконструкции было заменено дорожное покрытие; отремонтированы несущие конструкции, тротуары и лестничные сходы; установлены новые ограждения; модернизирована инженерная инфраструктура; усилены основные элементы и конструкции моста; отремонтирована судоходная сигнализация.

## Общественный транспорт
Автобусы:
- е80: Загорье —  Таганская
- 888:  Нагатинский Затон — 7-я Кожуховская улица
- с856:  Нагатинский Затон — Котельническая набережная
- н13: 6-й микрорайон Загорья —  Китай-город

Метро:
- Станции «Коломенская» и «Технопарк» Замоскворецкой линии.